# Celma Ribas
Celma Ribas (Luanda, 10 de novembro de 1982) é uma cantor e compositora angolana.

## Carreira
O reconhecimento como cantora deu-se em 2008, ao participar da quinta edição do reality show Deutschland Sucht den Superstar, a versão germânica de Ídolos. Apesar de não ser uma das finalistas, conseguiu um contrato com a gravadora Semba para lançar seu primeiro álbum Semba, que foi lançado em Angola em 2009, acompanhado pelo single de sucesso "Energia". Já em Angola, a artista foi uma das nomeadas no evento Divas 2009, na categoria de Música, foi premiada com o troféu Promessas de Angola, da Casablanca e abriu concertos de artistas como 50 Cent, Nelson Freitas, Black Eyed Peas, Johnny Ramos, Don Kikas, Lil' Kim, 112, DJ Unk ou Fredo Starr. O single "Comando", de 2011, foi a primeira canção de sua carreira a ser lançada em Portugal, que antecedeu o álbum Fantástico (2011), que vendeu 32 mil cópias em Angola e também foi o primeiro a ser lançado em Portugal.  Em 2015 produziu o álbum No Controle, da artista luso-brasileira Kelly Key.

## Vida pessoal
Celma Ribas nasceu na capital angolana a 10 de novembro de 1982, mas logo imigrou para Colônia, na Alemanha, onde viveu por 14 anos com sua família. Em 1996, aos 14 anos começou a cantar na Alemanha e eventualmente em viagens a Angola. Em 29 de dezembro de 2012 casou-se com Adler João e a 9 de julho de 2014 deu à luz seu primeiro filho, João Rafael.

## Discografia

### Álbuns de estúdio
| Álbum      | Detalhes                                                                                   |
| ---------- | ------------------------------------------------------------------------------------------ |
| Energia    | - Lançamento: 2 de fevereiro de 2009 - Formatos: CD, download digital - Gravadora: Semba   |
| Fantástico | - Lançamento: 20 de junho de 2011 - Formatos: CD, download digital - Gravadora: Go Edições |

### Singles

#### Como artista principal
| Título                         | Ano  | Álbum                         |
| ------------------------------ | ---- | ----------------------------- |
| "Energia" (part. Kaysha)       | 2009 | Energia                       |
| "Volta"                        | 2009 | Energia                       |
| "Superstar"                    | 2010 | Energia                       |
| "Comando"                      | 2011 | Fantástico                    |
| "Tudo Acabou"                  | 2011 | Fantástico                    |
| "Number One" (part. Lil Saint) | 2011 | Não adicionado à nenhum álbum |
| "Mágua" (part. Matias Damásio) | 2011 | Fantástico                    |
| "One Love"                     | 2012 | Fantástico                    |
| "Creeping"                     | 2012 | Não adicionado à nenhum álbum |
| "Ele Era Meu"                  | 2012 | Não adicionado à nenhum álbum |
| "Fato"                         | 2013 | Não adicionado à nenhum álbum |
| "Burn"                         | 2014 | Não adicionado à nenhum álbum |
| "É Melhor Não Duvidar"         | 2014 | Não adicionado à nenhum álbum |
| "Quase Perfeito"               | 2015 | Não adicionado à nenhum álbum |
| "Diga Lá"                      | 2016 | Não adicionado à nenhum álbum |
| "Let Me Show You"              | 2016 | Não adicionado à nenhum álbum |

#### Como artista convidada
| Título                                                      | Ano  | Álbum                         |
| ----------------------------------------------------------- | ---- | ----------------------------- |
| "Sol Raiar" (Ibiza Remix) (Diego Miranda part. Celma Ribas) | 2012 | Não adicionado à nenhum álbum |
| "Tu e Eu Contra o Mundo" (G2 part. Celma Ribas)             | 2012 | O Que Vês?                    |
| "Sozinho" (Puto Prata part. Celma Ribas)                    | 2013 | Cabeça, Tronco, Membros       |
| "Ele É Quem Manda" (Paixão part. Celma Ribas)               | 2013 | Não adicionado à nenhum álbum |

## Filmografia
| Ano  | Título                          | Personagem   | Nota        |
| ---- | ------------------------------- | ------------ | ----------- |
| 2008 | Deutschland Sucht den Superstar | Participante | Temporada 5 |